# 德岡眾
德岡眾（とくおかしゅう），效力於周防國大名大內家及安藝國大名毛利元就的忍者集團，活躍於山口縣、廣島縣一帶。。

## 起源
德岡眾與大內家同樣起源於百濟，得意忍術也是從百濟學來的遁甲術，自承祖先是推古天皇時代百濟聖明王的第三子琳聖太子，在東渡日本後改稱多多良濱氏，一直服膺於控制周防國的大內家。

## 歷史
在毛利元就於嚴島之戰擊敗陶晴賢並將周防、長門兩國納入掌中後，德岡眾便轉為投效毛利家，配屬於毛利家部將杉原盛重，協助吉川元春在山陰道的戰事。德岡眾當時是採用二元統治的方式，分別是退隱的祖父德岡利兵衛與率領忍役百人組的組頭德岡久兵衛。
1578年，毛利家進攻尼子氏再興的基地上月城時，德岡眾由德岡久兵衛率領二十多名忍者助戰在上月城周邊收集情報和施放謠言，但是德岡久兵衛也和尼子家的忍者鉢屋眾交手時戰死。

## 關連項目
- 毛利元就
- 忍者